# Madaraka Day
Madaraka Day  è una festa nazionale keniota celebrata il 1º giugno di ogni anno.

## Festività
Durante il Madaraka Day si festeggia l'autonomia del Kenya dalla corona inglese nel 1963.

## Significato
Madaraka è una parola swahili che sta per "responsabilità".